# Іспані
Іспані (італ. Ispani) — муніципалітет в Італії, у регіоні Кампанія, провінція Салерно.
Іспані розташоване на відстані близько 330 км на південний схід від Рима, 140 км на південний схід від Неаполя, 95 км на південний схід від Салерно.
Населення — 1014 осіб (2014).
Покровитель — святий Миколай.

## Демографія
Населення за роками:

Станом на 1 січня 2023 року в муніципалітеті офіційно проживало 27 іноземців з 12 країн, серед них 17 громадян країн Євросоюзу та 2 громадяни України.

## Сусідні муніципалітети
- Санта-Марина
- Вібонаті